# Orkdalsfjorden
Orkdalsfjorden er en sidefjord til Trondheimsfjorden i Orkland og Skaun kommuner i Trøndelag fylke i Norge.  Fjorden går 11 kilometer mod sydvest til Orkanger og udløbet af elven Orkla i bunden af fjorden.
Fjorden begynder mellem Viggja i sydøst og Geitastrand i nordvest. Her deler Korsfjorden sig i to arme, Orkdalsfjorden og Gaulosen, som går mod sydøst.
Europavej 39 går langs sydsiden af fjorden og ind til Gaulosen. Langs hele vestsiden går fylkesvej 710.